# Petco
Petco Health and Wellness Company, Inc. es una minorista de mascotas estadounidense con oficinas corporativas en San Diego, California y San Antonio, Texas. Petco vende alimentos, productos y servicios para mascotas, así como ciertos tipos de animales pequeños vivos.
Fundada en 1965 como una empresa de suministros veterinarios de pedidos por correo en California, creció hasta convertirse en una cadena de alimentos y suministros para mascotas. Adquirida por The Spectrum Group, Inc. y la Thomas H. Lee Company en 1988, se hizo pública en NASDAQ en 1994. Posteriormente fue comprada por Leonard Green & Partners y Texas Pacific Group en el 2000. En 2016, Petco fue vendida a CVC Capital Partners y a la Canada Pension Plan Investment Board, quienes retuvieron el control cuando Petco realizó su tercera oferta pública inicial en enero de 2021. En México opera por Grupo Gigante.
La organización ambientalista PETA manifestó la cruel venta de animales de esta empresa.

## Casos de maltrato animal en Petco México
A principios de 2020, un usuario en redes sociales manifestó la negligencia en una de las sucursales de Petco en México, ubicada en la Ciudad de México donde el individuo llevó a su perro de raza Yorkshire para que lo ducharan los empleados de la tienda, por lo que le entregaron a su perro con una cortadura en la piel.
Posteriormente, en mayo de 2022, una joven de igual manera llevó a su perro a que le cortaran el pelo y lo bañaran, pero al momento de ir a la tienda y recibirlo, se lo entregaron con un ojo cortado.